# 노마디즘
노마디즘(Nomadism)는 특정한 방식이나 삶의 가치관에 얽매이지 않고 끊임없이 새로운 자아를 찾아가는 것을 뜻하는 말로, 살 곳을 찾아 끊임없이 이동하는 유목민(노마드, Nomad)에서 나온 말이다. 유목주의라고도 한다.
프랑스의 철학자 질 들뢰즈(Gilles Deleuze)가 1968년 발표한 <차이와 반복>이라는 저서에서 노마드의 세계를 '시각이 돌아다니는 세계'로 묘사하여 철학용어로 쓰이게 되었다. 기존의 가치나 철학을 부정하고 새로운 것을 끊임없이 찾는 것을 뜻하며 학문적으로는 여러 분야를 넘나들며 탐구하는 것을 뜻한다. 이 뿐만 아니라 현대사회 문화와 심리현상, 수학, 경제학, 신화학 등에도 사용된다.
철학자 이진경이 2002년 출간한 책의 제목으로도 사용되었는데, 이 책은 들뢰즈의 책 《천(千)의 고원》(1980)이 주가 된 강의의 내용으로 구성되었다.